# Laurent Wauquiez

Laurent Wauquiez in 2018

Laurent Wauquiez (Lyon, 12 april 1975) is een Frans politicus. Tussen 2017 en 2019 was hij partijvoorzitter van Les Républicains.

## Levensloop

### Jeugd en scholing
Wauquiez stamt langs zijn beide ouders af van industriëlen uit Noord-Frankrijk. De familie Waucquiez stichtte en 1895 een leerlooierij, die in 1965 werd omgevormd in een scheepswerf. Zijn vader, Philippe Wauquiez (°1938), was directeur van de bank Indosuez in Scandinavië. Zijn moeder, Éliane Motte (°1938), behoort tot de familie van textielondernemers Motte. De familie stamt ook af van de Frans-Belgische familie van textielondernemers Lepoutre.
Hij ging in 1994 naar de École normale supérieure en studeerde aan de Université Panthéon-Sorbonne geschiedenis. Hij haalde er zijn master en zijn lesbevoegdheid.
Hij behaalde in 1998 aan het Institut d'études politiques de Paris de graad van Diplôme d'études approfondies in publiek recht. Hij studeerde ook aan de École nationale d'administration, waar hij eerste werd van zijn promotie in 2001. Hij was tijdens zijn studie aanhanger van de sociaaldemocratie. Hij werd vervolgens ambtenaar bij de Raad van State.

### Politieke loopbaan
Wauquiez begon vanaf 1995, ondersteund door Jacques Barrot, aan zijn actieve loopbaan. Hij werd bij de parlementsverkiezingen van 2002 de plaatsvervanger van Barrot. Die werd in juli 2004 tot Eurocommissaris benoemd en Wauquiez volgde hem als lid van het Frans parlement op.
Bij de tussentijdse verkiezing behaalde Wauquiez 62,38% van de stemmen op de lijst van de UMP. Hij volgde in 2005 Nicolas Sarkozy op en hoorde tot de strategische groep die toenmalig presidentskandidaat Sarkozy bijstond.
Hij werd bij de parlementsverkiezingen van 2007 herkozen. Dat was kort na de presidentsverkiezingen, waarbij Sarkozy tot president van Frankrijk was verkozen. Wauquiez werd staatssecretaris en woordvoerder van de regering, maar had sinds 2008 een functie in de regering-Fillon II en III. Hij werd in 2008 staatssecretaris voor Werkgelegenheid, in november 2010 minister voor Europese Zaken (ressorterend onder de minister voor Buitenlandse Zaken), en in juni 2011 minister van Onderwijs.
Hij werd bij de verkiezingen in 2012 met 63,95 % van de stemmen tot parlementslid herkozen. Hij werd in 2013 vicevoorzitter van de UMP en speelde een voorname rol in de campagne tegen het wetsvoorstel voor het homohuwelijk.
Na de verkiezing van Nicolas Sarkozy tot voorzitter van de UMP, eind 2014, werd Wauquiez secretaris-generaal van deze partij. Hij bleef dat ook toen de partij in juni 2015 van naam veranderde in Les Républicains, nog steeds met Sarkozy aan de leiding. Wauquiez werd korte tijd daarop vicevoorzitter van de partij.
Hij was van 2008 tot 2016 burgemeester van Le Puy-en-Velay. Hij werd daar bij de gemeenteraadsverkiezingen van 2014 met 69,78 % van de stemmen herkozen. Hij nam hetzelfde jaar deel aan de regionale verkiezingen en werd verkozen tot voorzitter van de regio Auvergne-Rhône-Alpes. Hij nam ontslag als burgemeester van Le-Puy-en-Velay vanwege de nieuwe cumulwetgeving.
Voor de presidentsverkiezingen van 2017 steunde hij de kandidatuur van Sarkozy bij de voorverkiezingen en werd toen interim-voorzitter van Les Républicains. Daarna steunde hij François Fillon. Tijdens de tweede ronde van de verkiezingen, dat een duel werd tussen Emmanuel Macron en Marine Le Pen, gaf hij geen duidelijke aanbevelingen aan de kiezers, dit in tegenstelling tot de meeste andere prominente leden van zijn partij die het stemmen voor Macron aanmoedigden. Alweer vanwege het cumulverbod stelde hij zich geen kandidaat bij de wetgevende verkiezingen van mei 2017.
Wauquiez kondigde op 31 augustus 2017 zijn kandidatuur aan voor het voorzitterschap van Les Républicains. Dat werd gehonoreerd. Hij voerde campagne voor een rechtser beleid en werd in december van dat jaar met zo'n 75% van de 100.000 uitgebrachte stemmen verkozen tot partijvoorzitter. In juni 2019 legde hij zijn functie neer na een zeer tegenvallende uitslag bij de Europese parlementsverkiezingen.
In oktober 2022 onthulde nieuwswebsite Mediapart dat Wauquiez, als voorzitter van de regio Auvergne-Rhône-Alpes, een zeer overdadige receptie had georganiseerd op het Château de la Chaize te Odenas. Negentig genodigden, waaronder sporters, koks, mediapersoonlijkheden maar geen enkel lid van de conseil régional, werden ontvangen op kosten van de regio voor een bedrag van 100.000 euro, ofwel 1.100 euro per genodigde.. De Franse financiële opsporingsdienst stelde hierover in februari 2023 een onderzoek in.

## Privé
Laurent Wauquiez is in 2001 getrouwd met Charlotte Deregnaucourt. Ze hebben een zoon en een dochter.

## Publicaties
- Un Huron à l'Assemblée nationale: petit manuel à l'attention de ceux qui veulent secouer la politique, 2006. ISBN 2-3507-6027-8.
- Les Conditions de vie étudiante: comment relancer l'ascenseur social. Rapport au Premier ministre, 2007. ISBN 2110066539.
- Nouvelle politique, Nouvelle communication ?, in: Commentaire, 2007-2008.
- La droite sociale au miroir de la crise, in: Commentaire, 2010.
- La lutte des classes moyennes, 2011, ISBN 978-2738127020.
- La Haute-Loire de ses origines à nos jours, in samenwerking met andere auteurs, Le Puy-en-Velay, 2011, ISBN 978-2-36262-008-9.
- Europe: il faut tout changer, 2014. ISBN 2738130992.

- Bibliothèque nationale de France: cb15123779c (data)
- Gemeinsame Normdatei: 101913576X
- International Standard Name Identifier: 0000 0000 8611 6418
- Library of Congress Control Number: no2002096780
- Nationale Bibliotheek van Israël: 987007412733605171
- Réseau des bibliothèques de Suisse occidentale: 02-A024708968
- Système universitaire de documentation: 11189056X
- Virtual International Authority File: 9520837
- WorldCat: E39PCjJT6KFqTc7kqQdvxFYPpP